# Soledad Arnau
Soledad Arnau Ripollés (Nules, Castellón; 2 de abril de 1971 - 28 de octubre de 2021) fue una activista feminista, filósofa y sexóloga. Fue fundadora del Foro de Vida Independiente y Divertad y Diversex, un espacio para defender los derechos sexuales de las personas con diversidad funcional. Además fue autora de numerosos artículos y ponente en multitud de charlas y congresos.

## Trayectoria
Arnau se licenció en Filosofía por la UNED, donde además realizó el Máster Universitario Europeo de Discapacidades. También estudió el Máster Universitario Oficial Europeo en Bioética por la Universidad Ramón Llul de Barcelona, el Máster Interuniversitario en Cultura de Paz, Conflictos, Educación y Derechos Humanos en la Universidad de Málaga, Máster Universitario en Sexología y Género en la Universidad Rey Juan Carlos de Madrid, obteniendo el Título de Especialista en “Educación para la Ciudadanía y los Derechos Humanos” de la Universidad Carlos III de Madrid y el Título de Experto Universitario en “Sexualidad humana y Educación sexual”, por la UNED.
Fue a la vez directora de la Universidad Abierta Iberoamericana Manuel Lobato, investigadora becaria del Departamento de Filosofía y Filosofía Moral y Política en la UNED y coordinadora del grupo sobre “Bioética desde la diversidad funcional”» (FVID) y de la Oficina de Vida Independiente (OVI) de la Comunidad de Madrid, durante sus primeros seis años.
Dirigió y presentó el programa de radio sobre sexo y sexualidad "¡Acuéstate Conmigo!" que se emite en Radio Yaloveras.
En 2015, protagonizó el documental "Yes, we fuck!", del director Antonio Centeno, que trata sobre la figura de la asistencia sexual, basándose en la experiencia de la propia Arnau.
Fue presidenta durante 12 años del Instituto de Paz, Derechos Humanos y Vida Independiente (IPADEVI) y desde 2017 dirigió el Área Igualdad de Género y No discriminación UAM-Vives del Colegio Mayor Juan Luis Vives. También en 2017, participó en una serie web de la directora Shu Lea Cheang. Fue coprotagonista en el segundo capítulo, titulado «Un encuentro sobre ruedas», junto con Víctor Gil "Viruta".
En 2021, en su honor, la asociación ASPIMIP le puso su nombre a un piso de vida independiente.

### Publicaciones
Fue autora de numerosos artículos sobre diversidad funcional, capacitismo, derechos humanos, sexualidad y asistencia sexual, bioética inclusiva o feminismo.

### Reconocimientos
- Premio especial a la Superación Personal. I Congreso Internacional de Discapacidad de Euskadi y XI Congreso Estatal de Espina Bífida e Hidrocefalia. Asociación Bizkaia Espina Bífida e Hidrocefalia (ASEBI) y Asociación Guipuzcoana Afectados de Espina Bífida (AGAEB). Bilbao, 2002.
- I Premio del XXV Concurso de Trabajos sobre las personas con discapacidad física, 2014, de la Asociación Roosevelt de Cuenca (Asociación Cultural Deportiva de Minusválidos) por la presentación de la Investigación: «Derechos Sexuales y Bioética. Nuevos desafíos para la consolidación del Derecho (Humano) a una Vida Independiente en materia de Sexualidad».
- Premio en el Día Internacional de la Mujer 2016, de la Asociación Roosevelt de Cuenca (Asociación Cultural Deportiva de Minusválidos). 7 de marzo de 2016.
- Accésit al XIX Premio SIEM de Investigación Feminista “Concepción Gimeno de Flaquer”, 2016, del Seminario Interdisciplinar de Estudios de la Mujer (SIEM) de la Universidad de Zaragoza, por el trabajo de investigación: «Políticas eugenésicas y derechos reproductivos. Una mirada desde la bioética (feminista) de/desde la diversidad funcional».[8]